# 2022年冬季残疾人奥林匹克运动会瑞士代表团
2022年冬季残疾人奥林匹克运动会瑞士代表团是瑞士派出的2022年冬季残疾人奥林匹克运动会代表团。获得1枚铜牌。